# علی آل ثانی
علی آل ثانی (انگلیسی: Ali Al-Thani؛ زادهٔ ۱ سپتامبر ۱۹۸۲) سوارکار پرش اهل قطر است.